# Esgrima als Jocs Olímpics d'estiu de 1964
Als Jocs Olímpics d'Estiu de 1964 celebrats a la ciutat de Tòquio (Japó) es disputaren vuit proves d'esgrima, sis d'elles en categoria masculina i dues en categoria femenina. La competició se celebrà entre els dies 13 i 23 d'octubre de 1964 en instal·lacions de la Universitat de Waseda de la ciutat japonesa.
Participaren 258 esgrimistes, 202 homes i 56 dones, de 30 comitès nacionals diferents.

## Resum de medalles

### Categoria masculina
| Prova                     | Or                                                                                             | Argent                                                                                                 | Bronze                                                                                            |
| Floret individual Detalls | Egon Franke                                                                                    | Jean Claude Magnan                                                                                     | Daniel Revenu                                                                                     |
| Floret per equips Detalls | Unió SovièticaViktor Zhdanovic · Yuri Sharov · German Sveshnikov · Mark Midler · Yuri Sisikin  | PolòniaZbigniew Skrudlik · Ryszard Parulski · Egon Franke · Witold Woyda · Jan Rozycki                 | FrançaJean-Claude Magnan · Christian Noël · Daniel Revenu · Pierre Rodocanachi · Jacky Courtillat |
| Espasa individual Detalls | Grigory Kriss                                                                                  | Henry Hoskyns                                                                                          | Guram Kostava                                                                                     |
| Espasa per equips Detalls | HongriaArpad Barany · Istvan Kausz · Gyözö Kulcsar · Zoltan Nemere · Tamas Gabos               | ItàliaAlberto Pellegrino · Giovanni Breda · Gianluigi Saccaro · Gianfranco Paolucci · Giuseppe Delfino | FrançaJacques Brodin · Claude Bourquard · Yves Dreyfus · Claude Brodin · Jaques Brittet           |
| Sabre individual Detalls  | Tibor Pezsa                                                                                    | Claude Arabo                                                                                           | Umar Mavlikhanov                                                                                  |
| Sabre per equips Detalls  | Unió SovièticaUmar Mavlikhanov · Boris Melnikov · Nugzar Asatiani · Yakov Rylsky · Mark Rakita | ItàliaGiampaolo Calanchini · Wladimiro Calarese · Cesare Salvadori · Mario Ravagnan · Pierluigi Chicca | PolòniaWojciech Zablocki · Ryszard Zub · Andrzej Piatkowski · Jerzy Pawlowski · Emil Ochyra       |

### Categoria femenina
| Prova                     | Or                                                                                   | Argent | Bronze                                                                         |
| Floret individual Detalls | Ildikó Ujlaki                                                                        | Helga Mees | Antonella Ragno                                                                |
| Floret per equips Detalls | HongriaKatalin Juhasi · Ildikó Ujlaki · Lidia Dömölki · Judit Agoston · Paula Marosi | Unió SovièticaLyudmila Shishova · Galina Gorokhova · Tatyana Petrenko · Valentina Prudskova · Valentina Rastvorova | AlemanyaHelga Mees · Rosemarie Scherberger · Heidi Schmid · Gudrun Theuerkauff |

## Medaller
| Posició | País           | Or | Argent | Bronze | Total |
| 1       | Hongria        | 4  | 0      | 0      | 4     |
| 2       | Unió Soviètica | 3  | 1      | 2      | 6     |
| 3       | Polònia        | 1  | 1      | 1      | 3     |
| 4       | França         | 0  | 2      | 3      | 5     |
| 5       | Itàlia         | 0  | 2      | 1      | 3     |
| 6       | Alemanya       | 0  | 1      | 1      | 2     |
| 7       | Regne Unit     | 0  | 1      | 0      | 1     |